# Jack McDevitt
Jack Charles McDevitt (Philadelphia, Pennsylvania, 1935. április 14. –) amerikai sci-fi-író.

## Művei
Első írása a The Twilight Zone Magazine-ban jelent meg 1981-ben, The Emerson Effect címmel.

### Regényei
- The Hercules Text, Ace, 1986
- A Talent for War, Ace, 1989 (magyarul: Született stratéga, Alex Benedict-sorozat I.)
- The Engines of God, Ace, 1994 (Academy Series) - magyarul: Emlékmű a csillagokban
- Ancient Shores, HarperPrism, 1996
- Eternity Road, HarperPrism, 1997
- Moonfall, HarperPrism, 1998
- Infinity Beach, HarperPrism, 2000
- Deepsix, HarperPrism, 2001 (Academy Series)
- Chindi, Ace, 2002 (Academy Series)
- Omega, Ace, 2003 (Academy Series)
- Polaris, Ace, 2004 (magyarul: Polaris, Alex Benedict-sorozat II.)
- Seeker, Ace, 2005 (magyarul: Elveszett kolónia, Alex Benedict-sorozat III.)
- Odyssey, Ace, 2006 (Academy Series)
- Cauldron, Ace, 2007 (Academy Series)
- The Devil’s Eye, Ace, 2008 (magyarul: Az ördög szeme, Alex Benedict-sorozat IV.)
- Time Travelers Never Die, Ace, 2009
- Echo, Ace, 2010 (magyar címe is: Echo, Alex Benedict-sorozat V.)
- Firebird, Ace, 2011 (magyarul: Tűzmadár, Alex Benedict-sorozat VI.)

## Magyarul
- Született stratéga; ford. F. Nagy Piroska; Metropolis Media, Bp., 2008 (Galaktika fantasztikus könyvek)
- Polaris; ford. F. Nagy Piroska; Metropolis Media, Bp., 2009 (Galaktika fantasztikus könyvek)
- Elveszett kolónia; ford. F. Nagy Piroska; Metropolis Media, Bp., 2010 (Galaktika fantasztikus könyvek)
- Az ördög szeme; ford. F. Nagy Piroska; Metropolis Media, Bp., 2011 (Galaktika fantasztikus könyvek)
- Echo; ford. F. Nagy Piroska; Metropolis Media, Bp., 2012 (Galaktika fantasztikus könyvek)
- Tűzmadár; ford. F. Nagy Piroska; Metropolis Media, Bp., 2013 (Galaktika fantasztikus könyvek)
- Emlékmű a csillagokban; ford. F. Nagy Piroska; Metropolis Media, Bp., 2014 (Galaktika fantasztikus könyvek)
- Ősi partok; ford. Szente Mihály; Metropolis Media, Bp., 2015 (Galaktika fantasztikus könyvek)
- Űrhajótöröttek. A Priscilla Hutchins-sorozat 2. kötete; ford. Szente Mihály; Metropolis Media, Bp., 2015 (Galaktika fantasztikus könyvek)
- Feltámad a múlt; ford. Galambos Dalma; Metropolis Media, Bp., 2016 (Galaktika fantasztikus könyvek)

## Díjai
- Nebula-díj Legjobb rövid novella jelölés (1983): "Cryptic"
- Philip K. Dick-díj (1986): "The Hercules Text"
- Nebula-díj Legjobb rövid novella jelölés (1988): "The Fort Moxie Branch"
- Hugo-díj Legjobb rövid novella jelölés (1989): "The Fort Moxie Branch"
- Nemzetközi UPC Science Fiction Award győztes (1993): "Ships in the Night" (az első angol nyelvű íróként) Archiválva 2008. június 16-i dátummal a Wayback Machine-ben
- Nebula-díj A legjobb kisregény jelölés (1996): "Time Travelers Never Die"
- Hugo-díj A legjobb kisregény jelölés (1997): "Time Travelers Never Die"
- Nebula-díj A legjobb regény jelölés (1997): Ancient Shores
- Nebula-díj A legjobb regény jelölés (1998): Moonfall
- Nebula-díj A legjobb novella jelölés (1999): "Good Intentions" (együttműködve Stanley Schmidt-tel)
- Nebula-díj A legjobb regény jelölés (2000): Infinity Beach
- Nebula-díj A legjobb rövid novella jelölés (2002): "Nothing Ever Happens in Rock City"
- Nebula-díj A legjobb regény jelölés (2003): Chindi
- Campbell-díj győztes (2004): Omega
- Nebula-díj A legjobb regény jelölés (2004): Omega
- Nebula-díj A legjobb regény jelölés (2005): Polaris
- Nebula-díj A legjobb regény győztes (2006): Seeker